# Cupareo
Cupareo är en ort i Mexiko.   Den ligger i kommunen Salvatierra och delstaten Guanajuato, i den centrala delen av landet, 220 km väster om huvudstaden Mexico City. Cupareo ligger 1 735 meter över havet och antalet invånare är 2 061.
Terrängen runt Cupareo är kuperad åt sydost, men åt nordväst är den platt. Runt Cupareo är det ganska glesbefolkat, med 50 invånare per kvadratkilometer. Närmaste större samhälle är Yuriria, 12,0 km väster om Cupareo. Trakten runt Cupareo består till största delen av jordbruksmark.